# أليكس سينغلتون
أليكس سينغلتون (بالإنجليزية: Alex Singleton)‏ هو لاعب كرة قدم أمريكية أمريكي، ولد في 7 نوفمبر 1989 في نيو أورلينز في الولايات المتحدة.